# Hydroeciodes juvenilis
Hydroeciodes juvenilis är en fjärilsart som beskrevs av Augustus Radcliffe Grote 1881. Hydroeciodes juvenilis ingår i släktet Hydroeciodes och familjen nattflyn. Inga underarter finns listade i Catalogue of Life.